# USS Wyoming (BB-32)
Pour les autres navires du même nom, voir USS Wyoming.
L’USS Wyoming (BB-32) est un cuirassé de la classe Wyoming. Lancé en 1911, il est mis en service le 25 septembre 1912.